# Thiufadus
Los thiufadii (singular: thiufadus) eran generales del Reino visigodo de Toledo, que a mediados del siglo VI aumentaron sus atribuciones convirtiéndose en mandos militares y tal vez —aunque hay tesis contradictorias— a la vez en jueces no sólo en su ámbito militar.
Según esta última teoría, los thiufadii dispondrían de ayudantes en los llamados «sayos» (los viejos saios del Bajo Imperio romano), función que se haría necesaria por la doble misión judicial y militar, así como por el aumento de trabajo derivado del Liber Iudiciorum, que se aplicaba tanto a la población goda como a la hispanorromana. Hasta ese entonces, ambos grupos se regían por leyes diferentes: el Breviario de Alarico para los romanos y el Código de Eurico para los godos, ambos derogados con la promulgación del Código de Leovigildo que, en un intento de unificar el reino hizo territorial el derecho, convirtiendo el derecho de origen romano del Brevario en supletorio para los hispanorromanos. Esta tendencia cristalizó cuando Recesvinto terminó la labor legislativa de su padre Chindasvinto en el Liber Iudiciorum, referencia jurídica básica en la Hispania medieval hasta las Siete partidas, atribuidas a Alfonso X de Castilla.
No obstante, el thiufadus o chambelán, tras esta época, perdió importancia ya que casi todas las funciones militares pasaron al conde, quien en cambio redujo sus funciones judiciales a las apelaciones; el mando directo del ejército quedó en manos de los oficiales.
- Datos: Q678223